# Tecnologias Futuras e Emergentes
Tecnologias Futuras e Emergentes (FET) foram programas de financiamento de investigação científica propostos e financiados pela Comissão Europeia para impulsionar uma série de projetos científicos e tecnológicos para aumentar o progresso em campos de investigação selecionados. O financiamento provinha de uma mistura de fontes, incluindo a Comissão e outros financiadores europeus e nacionais.
Em 2019, anunciou-se que duas iniciativas FET iriam ser lançadas em 2020, após a comissão ter reduzido uma lista de mais de 30 propostas para seis finalistas. Mas nenhum destes projetos será lançado como FET. O novo programa-quadro da União Europeia para 2021 a 2027 não inclui nenhum apoio a iniciativas FET e os seis consórcios de investigação que concorreram enfrentam um futuro incerto.

## Projetos
Foram criadas 3 iniciativas FET.

### Projeto do Cérebro Humano
Esta iniciativa foi criada para ser um esforço de pesquisa decenal do cérebro humano de 1000 milhões de euros, que combina neurociência e computação.Em 30 de outubro, a comissão assinou um acordo autorizando formalmente que o seu gigantesco programa de financiamento de pesquisa "Horizon2020" financiar Projeto do Cérebro Humano em abril de 2016, quando sua fase preliminar de 30 meses terminou. O financiamento da Comissão Europeia foi pelo menos até 2018.

### Projeto do Grafeno
Em janeiro de 2013, a Comissão Europeia em Bruxelas deu seu sinal verde para a iniciativa FET do grafeno. Naquela época, o maior esforço de pesquisa do mundo sobre o material, abrangendo centenas de cientistas em 17 países europeus.

### Projeto de tecnologias quânticas
Em 2016, a Comissão Europeia anunciou planos para lançar um projeto de 1000 milhões de euros para impulsionar uma série de tecnologias quânticas - de redes de comunicação seguras a sensores e relógios gravitacionais ultra-precisos. A comissão também gastaria 2000 milhões de euros na iniciativa de computação em nuvem até 2020.